# Archidiecezja xi’ańska
Archidiecezja xi’ańska (łac. Archidioecesis Singanensis, chiń. 天主教西安总教区) – rzymskokatolicka archidiecezja ze stolicą w Xi’anie, w Chińskiej Republice Ludowej.

## Sufraganie archidiecezji xi’ańska
Sufraganiami archidiecezji xi’ańskiej są diecezje:
- Fengxiang
- Hanzhong
- Sanyuan
- Yan’an
- Zhouzhi

## Historia
12 kwietnia 1911 z mocy decyzji Piusa X erygowano wikariat apostolski Centralnego Shaanxi. Dotychczas wierni z tych terenów należeli do wikariatu apostolskiego Północnego Shaanxi (obecnie diecezja Yan’an).
3 grudnia 1924 dokonano zmiany nazwy na wikariat apostolski Xi’anfu.
Rozwój katolicyzmu na omawianym obszarze spowodował wydzielenie w latach 1931 - 1932 z wikariatu nowych jednostek kościelnych. Były to:
- 1931
  - 1 listopada - prefektura apostolska Sanyuan (obecnie diecezja Sanyuan)
  - 3 listopada - misja "sui iuris" Tongzhou (obecnie prefektura apostolska Tongzhou)
- 1932
  - 17 czerwca - prefektura apostolska Zhouzhi (obecnie diecezja Zhouzhi)
  - 15 listopada - prefektura apostolska Fengxiang (obecnie diecezja Fengxiang)

W wyniku reorganizacji chińskich struktur kościelnych 11 kwietnia 1946 wikariat apostolski Xi’anfu podniesiono do godności archidiecezji i stolicy metropolii oraz zmieniono nazwę na obecną.
Z 1950 pochodzą ostatnie pełne, oficjalne kościelne statystyki. Archidiecezja xi’ańska liczyła wtedy:
- 13 394 wiernych (0,9% społeczeństwa)
- 21 księży (8 diecezjalnych i 13 zakonnych)
- 1 brata i 44 siostry zakonne
- 15 parafii.

Od zwycięstwa komunistów w chińskiej wojnie domowej w 1949 archidiecezja, podobnie jak cały prześladowany Kościół katolicki w Chinach, nie może normalnie działać. Nowe władze wygnały z kraju arcybiskupa Włocha Pacifico Giulio Vanniego OFM i pozostałych misjonarzy.
Komunistyczne Patriotyczne Stowarzyszenie Katolików Chińskich mianowało swojego arcybiskupa - Johna Ji Huairanga dopiero po rewolucji kulturalnej w 1981. Sprawował on rządy do 1987 nie uzyskując nigdy akceptacji Stolicy Apostolskiej.
Jego następcą został Anthony Li Duan. W przeciwieństwie do poprzednika zwrócił się z prośbą do papieża o uznanie jego nominacji, którą Jan Paweł II wyraził. Abp. Li Du’an jeszcze jako ksiądz spędził 20 lat w więzieniu i na pracach przymusowych za pozostanie przy wierze katolickiej. Arcybiskup dbał o rozwój Kościoła w powierzonej mu archidiecezji. W chwili jego śmierci xi’ańskie arcybiskupstwo liczyło ok. 20 000 wiernych, 30 księży (w większości młodych), 44 kościołów i miejsc działalności kulturalnej oraz 60 parafii. W założonym przez Li Du’ana wyższym seminarium duchownym studiowało 156 kleryków z 35 diecezji. W niższym seminarium naukę pobierało 65 uczniów.

## Ordynariusze xi’ańscy
Obecnie arcybiskupem metropolitom xi’ańskim jest Anthony Dang Mingyan. Jest on uważany za legalnego biskupa zarówno przez Stolicę Świętą jak i przez rząd ChRL. Od 2005 był koadiutorem abp. Anthoniego Li Du’ana, a rok po jego śmierci został ordynariuszem.
W archidiecezji obecnie nie ma biskupów pomocniczych.